# Nicolás De Carlo
Nicolás De Carlo (Pietraroia, 14 de septiembre de 1882 - Resistencia, 19 de octubre de 1951) fue un sacerdote católico argentino nacido en Italia, primer obispo de la diócesis de Resistencia.

## Biografía
Llegó a la Argentina a los pocos meses de edad con su familia, que se radicó en la provincia de Entre Ríos. Cursó el bachillerato en el Colegio de la Inmaculada de los Jesuitas de la Santa Fe; en el mismo Colegio cursó la carrera eclesiástica, aunque rehusó incorporarse a los jesuitas y se ordenó sacerdote seglar en 1905.
El 1 de diciembre de 1936, el papa Pío XI lo nombró obispo auxiliar de la diócesis de Santa Fe y administrador apostólico de la vicaría que en el mismo acto fundaba, que atendería los territorios nacionales del Chaco y Formosa. Instalado en su sede, la recorrió ampliamente en los primeros años de su gestión, destacándose como misionero entre los indígenas y los inmigrantes. En poco tiempo creó nueve parroquias en su extenso territorio. Llamó en su auxilio a los jesuitas, que se instalaron en Resistencia en 1938.
Creó la Obra Social Católica, cuya principal actividad consistía en regentear talleres-capilla en los que los desocupados y las mujeres trabajaban en común bajo la dirección de los párrocos, con la intención de incentivar la inserción laboral, las "buenas costumbres", la cultura y el civismo entre los indigentes; el primer taller-capilla fue fundado en 1937. Posteriormente, a esos talleres se sumarían consultorios médicos gratuitos.
El 3 de junio de 1939, por la bula Eclesiarum Omnium, el papa Pío XII fundó la diócesis de Resistencia, nombrando para ocupar la silla episcopal al padre De Carlo. Éste fue consagrado obispo el 20 de octubre de 1940.
En 1941 invitó a los  Padres Salesianos a instalar un Colegio en la ciudad de Resistencia, que fue fundado a fines del mismo año. Los sacerdotes y misioneros, enviados por el obispo, recorrieron el campo y la selva en busca de aborígenes qom (tobas), wichis (matacos) y pilagás, a los que reunieron en misiones para lograr la integración religiosa, cultural y comunitaria. Continuando su labor educacional, estableció colegios católicos para varones y para mujeres, e internados para los niños que vinieran del interior del territorio. Fundó también varios asilos para huérfanos, y creó el Seminario diocesano en Resistencia.
La obra misionera de monseñor De Carlo fue tan notoria, que Pío XII lo nombró Asistente al Solio Pontificio y Conde Romano. También el gobierno  de Juan Domingo Perón premió la actividad social y educativa desplegada por monseñor De Carlo con una ceremonia en que le entregó un pectoral y pronunció un discurso destacando sus años de labor en abril de 1948.
Falleció en Resistencia el 10 de octubre de 1951. Llevan su nombre varias escuelas, barrios, calles y edificios públicos en la actual provincia del Chaco.